# Estadio del Centenario
El estadio del Centenario es la Sede Social y el tercer Estadio del Club Atlético de la Juventud Alianza situado en Hipólito Yrigoyen 2547 (Este) en la ciudad de Santa Lucía (San Juan).
Es el sucesor del estadio ubicado en Villa Krause, inaugurado el 20 de noviembre de 1973 luego de la fusión que sufrió el club y de la venta del predio en Rawson. Cuenta con la capacidad de 15.000 espectadores. Su superficie es de Césped Natural.
Tras su construcción se disputan partidos de participación del club a nivel nacional, durante los años que vinieron se hicieron pequeñas obras y mantenimiento.
En el año 2005 en conmemoración de los 100 años del club se bautiza al estadio como "El Centenario".
También se incorpora campos auxiliares para las inferiores.
En 2005 se inaugura el novedoso sistema de iluminación con 5 torres de ilumiacion y una estructura por arriba de la cabinas de Radio, logrando el sueño de poder jugar de noche.
Aunque falta completar una platea, varios proyectos y dirigencia anteriores pusieron en prueba la terminación de la misma pero aun sigue en duda. 
En 2010 se incorporó una estructura de metal con luminarias para incrementar la iluminación del campo de juego, entre otras obras.
En 2014 el club pierde una de sus campos auxiliares para la construcción de un colegio secundario, tras varias negociaciones e incluso protestas por parte del club no se pudo llegar a un acuerdo y en 2015 se termina de construir el colegio dejando así sin cancha auxiliar para el plantel profesional.
- Datos: Q21572731